# The Assassins (wrestling)
Gli Assassins sono stati un tag team di wrestling attivo dagli anni sessanta agli anni ottanta. Jody Hamilton, l'originale Assassin, fu membro del team, composto da wrestler tutti mascherati, in diverse incarnazioni dello stesso, lottando in coppia con Tom Renesto, Roger Smith, Randy Colley e Hercules Hernandez.

## Carriera
Il team ebbe le sue origini nel 1961 nella Georgia Championship Wrestling, quando Hamilton cominciò a combattere con l'identità di The Assassin nella zona di Atlanta. Poco tempo dopo, Tom Renesto si unì a lui formando la prima versione degli Assassins.
Hamilton & Renesto divennero una coppia heel molto nota negli anni sessanta, lottando nel territorio della Mid-Atlantic, in Florida, California, Arizona, Canada, Giappone ed Australia, e vincendo numerosi titoli tag team. Tornarono in Georgia nel 1968 e lottarono in zona fino al 1974, soprattutto nella Georgia Championship Wrestling, ma anche in federazioni indipendenti come la All-South Wrestling Alliance.
Quando Renesto si ritirò dal ring, Hamilton tenne in vita gli Assassins lottando con nuovi partner; prima Roger Smith e poi Randy Colley. Negli anni ottanta formò una nuova versione del tag team mascherato con Hercules Hernandez nella Jim Crockett Promotions, con manager Paul Jones, che li utilizzò nel suo feud con il popolare Jimmy Valiant. Questa versione del team durò fino a quando Hernandez fu smascherato da Valiant nel corso di un mask vs. hair match svoltosi ad uno show della JCP/Maple Leaf Wrestling a Toronto il 15 aprile 1984. Barry Orton rimpiazzò Hernandez come Assassin #3 per qualche mese. Hamilton continuò come wrestler singolo dopo che Barry lasciò la JCP, sancendo di fatto la fine degli Assassins.
Jim Ross dichiarò che i Masked Assassins "erano il miglior tag team che avesse mai visto".

## Titoli e riconoscimenti

### Hamilton & Renesto
- Championship Wrestling from Florida
  - NWA United States Tag Team Championship (Florida version) (2)
- Georgia Championship Wrestling
  - NWA Georgia Tag Team Championship (12)
  - NWA Macon Tag Team Championship (2)
  - NWA Southeastern Tag Team Championship (Georgia version) (4)
  - NWA Southern Tag Team Championship (Georgia version) (1)
  - NWA World Tag Team Championship (Georgia version) (1)
- NWA All-Star Wrestling
  - NWA Canadian Tag Team Championship (Vancouver version) (2)
  - NWA World Tag Team Championship (Vancouver version) (1)
- NWA Mid-America
  - NWA World Tag Team Championship (Mid-America version) (1)
- NWA Tri-State
  - NWA Louisiana Tag Team Championship (1)[2]
- World Championship Wrestling (Australia)
  - IWA World Tag Team Championship (1)
- Professional Wrestling Hall of Fame
  - Classe del 2013[3]
- Wrestling Observer Newsletter
  - Wrestling Observer Newsletter Hall of Fame (Classe del 2015)[4]

### Hamilton & Colley
- Georgia Championship Wrestling
  - NWA Georgia Tag Team Championship (2)